# Gniewkowo
Gniewkowo este un oraș în Polonia.